# 21415 Nicobrenner
21415 Nicobrenner este un asteroid din centura principală de asteroizi.

## Descriere
21415 Nicobrenner este un asteroid din centura principală de asteroizi. A fost descoperit pe 20 martie 1998 la Socorro, New Mexico, în cadrul proiectului LINEAR. Asteroidul prezintă o orbită caracterizată de o semiaxă mare de 2,41 ua, o excentricitate de 0,21 și o înclinație de 2,7° în raport cu ecliptica.